# 暗殺教団
暗殺教団（あんさつきょうだん、英語：Assassin, Hashishi, Hashshash、アラビア語 ：الحشاشون）は、イスラム教・シーア派の分派イスマーイール派（特にその一派ニザール派のシリアでの活動）に対する幻想的イメージに彩られた中世ヨーロッパ史料および東洋学、文学での呼称。神秘主義的カルト教団が存在し、彼らがアッバース朝、セルジューク朝とその諸アターベク政権、十字軍の要人らを狂信的に暗殺していったという伝説が根幹となる。1255年頃にモンゴル帝国のフレグによって本拠地のアラムート城を陥落させられて壊滅し、歴史の表舞台から消滅したと言われている。史料的制約から19世紀には東洋学者らによってハシーシュ（大麻、حشيش、DMG方式: ḥašīš）を用いる教団という意味が付加された上で史実として扱われるようになったが、20世紀半ば以降、実際のニザール派の活動とは著しく乖離した伝説であることが判明している。またこの伝説の中の教団ハッシャーシーン (DMG方式: Ḥaššāšīn)が英語やフランス語で「暗殺者」を意味する「アサシン」（assassin）の語源となっていることは有名である。ニザール派の歴史的活動についてはニザール派を参照。
歴史としてではなく、おとぎ話や都市伝説などの類いとして扱われることが多い、未だ謎に包まれた史実のひとつである。

## 伝説の起源と流布

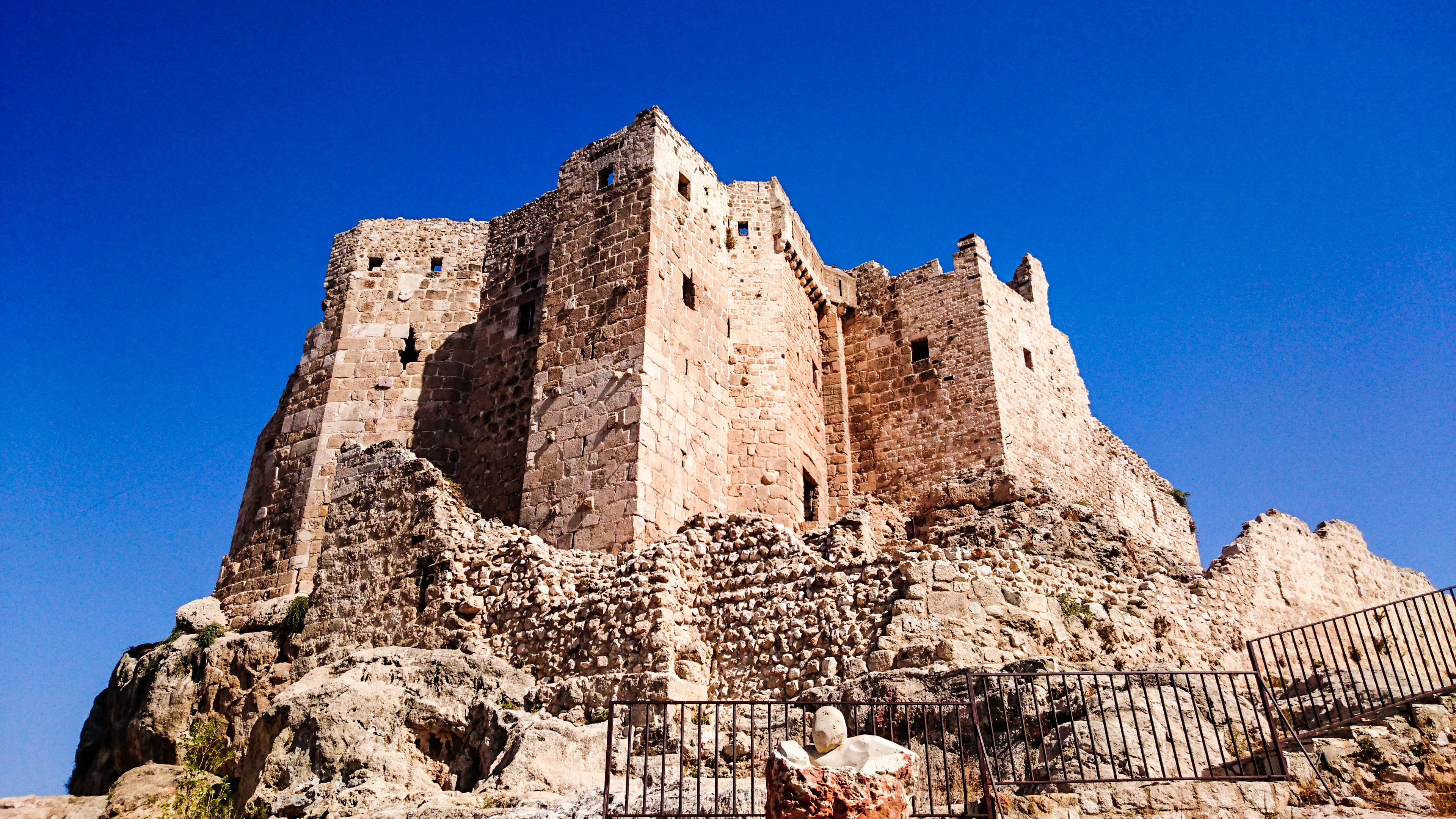
Masyaf Castle、 ハマー. ここはレバント地方におけるアサシンの拠点だった。写真は2017年に撮影された。

アサシン教団伝説の起源はシリアにおけるニザール派の活動、とりわけ指導的ダーイーであったラシード・ウッディーン・スィナーンとそのフィダーイーたちの活動にある。フィダーイーとは「自己犠牲を厭わぬ者」という意味で、スィナーンはラウダンに渡された鎌を受け取りシリア・ニザール派の勢力拡大のために彼らを育成し積極的に活用した。勇猛果敢で、時に暗殺という手段も用いたことから、十字軍に非常に恐れられた。この話は十字軍や旅行者によってヨーロッパにもたらされ、さまざまなラテン語、ギリシア語、ヘブル語などの文献において伝説化された。当然ヨーロッパではシーア派分派学に相当する知識はなく彼らをニザール派とは同定できず、呼称として用いられたのがスンナ派などによる蔑称「Ḥašīšī」（ヨーロッパ側では「Assassini」、「Assissini」、「Heyssisini」など）であった。
12世紀のプロヴァンス詩では、「assassin」の自己犠牲的精神を自らの女性に対するそれと比較するものがあり、当初は自己犠牲的集団という意味合いを持っていた。しかしながら、たびたび話が伝わるにつれ、「Ḥašīšī」の意味はシリアの神秘主義的暗殺教団という意味に転化されていった。この段階で、地中海世界に伝えられるハワーリジュ派やカルマト派にかかわる伝説、諸々の神秘主義教団の伝承、さらにヨーロッパ土着の伝承などが混淆されるようになる（ハワーリジュ派との混淆では「暗殺教団」の起源を8世紀初期に遡らせるようなものがそれにあたる）。14世紀後半にはダンテの『神曲』地獄編第19歌で「奸智にたけた人殺し（lo perfido assassin）」として殺人の意味として用いられている。

## 「秘密の園」伝説
「秘密の園」伝説は、アサシン教団伝説とは別にヨーロッパに伝えられ、のちに複合するようになる伝説である。伝説の骨格は次のようなものである。山中に楽園のような秘密の庭園を築いた老人が、里の若者を誘拐し、秘密の薬（マリファナと言われている）をかがせた上に、娼婦たちによる性接待で楽しませる。そのうえで老人は、若者にある陰謀に類するような使命を与え、再び戻りたければその使命を達成せよといって、目的を果たしていく。
下界では手に入り難い麻薬性の薬物に溺れさせるという点が重要なモチーフとなっている。この伝説はおそらくアラビア民話の一つと考えられるが、ヨーロッパに伝えられたのもかなり古く、13世紀初期のリューベックのアルノルトやヴィトリーのジェイムズ（ジャック・ド・ヴィトリ）などがこの伝説について書き残している。
このような中で老人が、十字軍に「山の老人」と呼ばれたラシード・ウッディーン・スィナーンと結びつけられ、「山の老人」伝説となり、さらに十字軍によって伝えられた暗殺教団の話と複合されていく。こうして秘密の園をもつ教団とその指導者（＝「山の老人」）、若者の遊楽と鍛錬、そして十字軍やセルジューク朝などの要人暗殺の指示、というような現在よく知られる形に近くなる。またニザール派の城砦は主に山城であったため、いつしか「山の老人」はニザール派のフッジャ（指導者）と重なり、やがてはニザール派の中心・イラン北部アルボルズ山中・アラムート城砦のハサネ・サッバーフとその後継者たちと同一視されていった。
この段階の複合を示しているのがマルコ・ポーロの伝える「山の老人」伝説である。これは「教団の指導者「山の老人」が大麻によって若者を眠らせて秘密の園に連れこみ、歓楽を極めさせる。そののち再び大麻で眠らせると彼は元の村にいる。ここで園への帰還を望む若者に老人への忠誠を誓わせて暗殺を行わせる」というものである。

## 暗殺教団の「再発見」と史実化
18世紀以降の東洋学の高まりで「暗殺教団」は多くの研究者の関心をひきつけ、アラビア語史料を用いた研究によりニザール派こそが「暗殺教団」と呼ばれた集団であったと同定されることになった。その上で融合しつつあった十字軍起源の「暗殺教団」と「マルコ・ポーロ」などの伝える「山の老人」伝説は完全に結合され、さらに大麻吸引のイメージが付され学問的装いをもって伝説が歴史となるに至る。しかし、当時の東洋学者らが用いたアラビア語史料の多くは大部分反イスマーイール派の立場に立つものであって、史料における脚色を認識できないまま用いたため、現地スンナ派などの反イスマーイール派言説とヨーロッパにおける伝説がそのまま史実として採用されてしまう。
この過程でもっとも大きな役割を果たしたのが、シルヴェストル・ド・サシーが1809年に発表した論文である。ド・サシーは、それまでの東洋学での暗殺教団の起源・活動関連諸説を否定、アブー・シャーマの年代記写本などを用いて、十字軍史料における「Assassini」、「Assissini」、「Heyssisini」など「assassin」の類語がアラビア語「Ḥašīšī」あるいは「Ḥaššāš」（および両者の複数形、Ḥašīšiyyūn [ハシーシユーン])とḤaššāšīn [ハッシャーシーン]）に由来するものとした。すでに複数のアラビア語史料でニザール派を「Ḥašīšī」と呼ぶことが確認されており、ここに「暗殺教団」がニザール派と同定された。
さらにド・サシーはアラビア語「ハシーシュ」（Ḥašīš）が大麻を意味することに着目し、マルコ・ポーロの「山の老人」伝説のヴァリエーションを学術的裏付けの形でニザール派に結びつけた。すなわち使命達成によって行くことの出来るとされる（死後の）楽園をイメージするものとして、刺客らに対し秘薬として麻薬が用いられたのであろう、というものである。これに対し、暗殺者はただの麻薬中毒という説も多く行われたが、大麻を用いた、という点では一致が見られている。このような見解を集大成してフォン・ハマー＝プルグスタールが最初のアラムート期ニザール派通史を書いたのもこの時期であり、同書は1930年代までニザール派研究の基本として参照されることになる。しかしアラビア語で大麻飲み（さらにエジプト方言で「騒々しい人」）を意味するハッシャーシュ（Ḥaššāš）としてニザール派が言及されている史料は存在していないとの指摘はいまだ行われていなかった。

## 歴史から伝説へ
20世紀初頭以降、中央アジアやインドなどでのイスマーイール派史料の発掘により上記のような見解には疑問が持たれるようになった。史料の博捜によって、「Ḥašīšī」が「下等な麻薬中毒野郎・暴徒」というような罵倒語であったであろうことが明らかになった。当時のイスマーイール派、特にニザール派はその急進性から厳格なスンナ派からは蛇蝎の如く嫌われており、イスラームの顔をした裏切り者、果てはユダヤ教徒の魔術師とまでいわれていた。「Ḥašīšī」の用例は、ごくわずかに北イランのザイド派史料でニザール派を「Ḥašīšī」と呼ぶほかは、ほとんどがシリアに集中しており、「Ḥašīšī」はシリア特有の罵倒語であったと考えられるようになっている。同時に「Ḥašīšī」の語がイランのニザール派に用いられることもほとんどなく、シリア史料における「Ḥašīšī」が指すものはシリア・ニザール派と考えられる点から、ニザール派そのものを「Ḥašīšī」と結びつけた東洋学的見解の誤謬も指摘されている。
また「Ḥašīšī」の語でニザール派を呼ぶ史料であっても、実際の大麻吸引について記述する史料はイスマーイール派、反イスマーイール派双方とも存在しておらず、「マルコ・ポーロ」の「山の老人」伝説についても、大麻の存在・効用はこの時期広く知られており成立しない。この点からも実際の大麻吸引から「Ḥašīšī」と呼ばれるようになったわけではなく、「Ḥašīšī」という蔑称がすでに成立しており、これをもってニザール派の呼称としたのであろうとされている。
暗殺教団伝説は、このように暗殺、麻薬、山中楽園、なぞめいた老人、十字軍といった魅力的モチーフに彩られたものであり、さらに学問的に裏付けられさえした点でオリエンタリズムの典型といえるものであった。大麻との関わりが否定されても、なおイメージは根強く、十字軍時代のシリアでの暗殺事件は直ちにニザール派が関わっているものとされがちであるが、確定されているものは少ない。ニザール派に関わる伝説は数多く、ニザール派を打ち立てたハサン・サッバーフ、詩人ウマル・ハイヤーム、セルジューク朝の宰相ニザーム・アル＝ムルクが親友であったとする「三人の友」伝説などはその例で、ニザーム・アル＝ムルクの暗殺を通じて、暗殺教団伝説と結びついて格好の文学的素材を提供している。
一方で暗殺教団伝説と混淆しがちであったイスマーイール派研究、なかでもニザール派研究は1955年、ホジソンのアラムート期ニザール派通史が出版されるにいたって、伝説からは離れ学術的研究が行われることになった。しかしアメリカ同時多発テロ事件以来、アメリカを中心として「暗殺」のイメージでのリンクから、「暗殺教団」に対し、シーア派とスンナ派の差異や史料・先行研究などを無視して、イスラームの本質があらわれた歴史的事実として論ずるような傾向も現れている。